# David Knowles
David Knowles OSB (* 29. September 1896; † 21. November 1974), mit bürgerlichen Namen Michael Clive Knowles, war ein englischer Historiker, der mit seinen Büchern über die klösterlichen Ordensgemeinschaften Englands einige der renommiertesten historischen Werke des 20. Jahrhunderts verfasste.

## Leben

### Jugendzeit
Michael Clive wuchs als einziges Kind einer in Warwickshire ansässigen Familie auf. Die Eltern waren zum Zeitpunkt seiner Geburt gerade dabei, zum Katholizismus zu konvertieren und ihr Sohn wurde mit seiner Taufe zum ersten römisch-katholischen Familienmitglied. Nach dem Besuch der West House School in Edgbaston wechselte er 1910 zur Schule und dem Internat der Benediktinerabtei Downside in Stratton-on-the-Fosse.
Sowohl die Abtei als auch die Schule gehen zurück auf eine englische Exilgründung der Benediktiner in Douai aus dem Jahr 1606, die das Ziel hatte, Mönche zur Remissionierung Englands auszubilden. Nach der Vertreibung der Mönche aus Douai während der Französischen Revolution und einem zwischenzeitlichen Exil in Acton Burnell erfolgte die Niederlassung in Downside. Von 1906 bis 1922 war Cuthbert Butler Abt von Downside. Er und Leander Ramsay, der damalige Leiter der Schule und sein Nachfolger als Abt, übten einen großen Einfluss auf Michael Clive aus, so dass bereits während der Schulzeit der Entschluss reifte, in den Orden der Benediktiner einzutreten.

### Zeit als Benediktinermönch

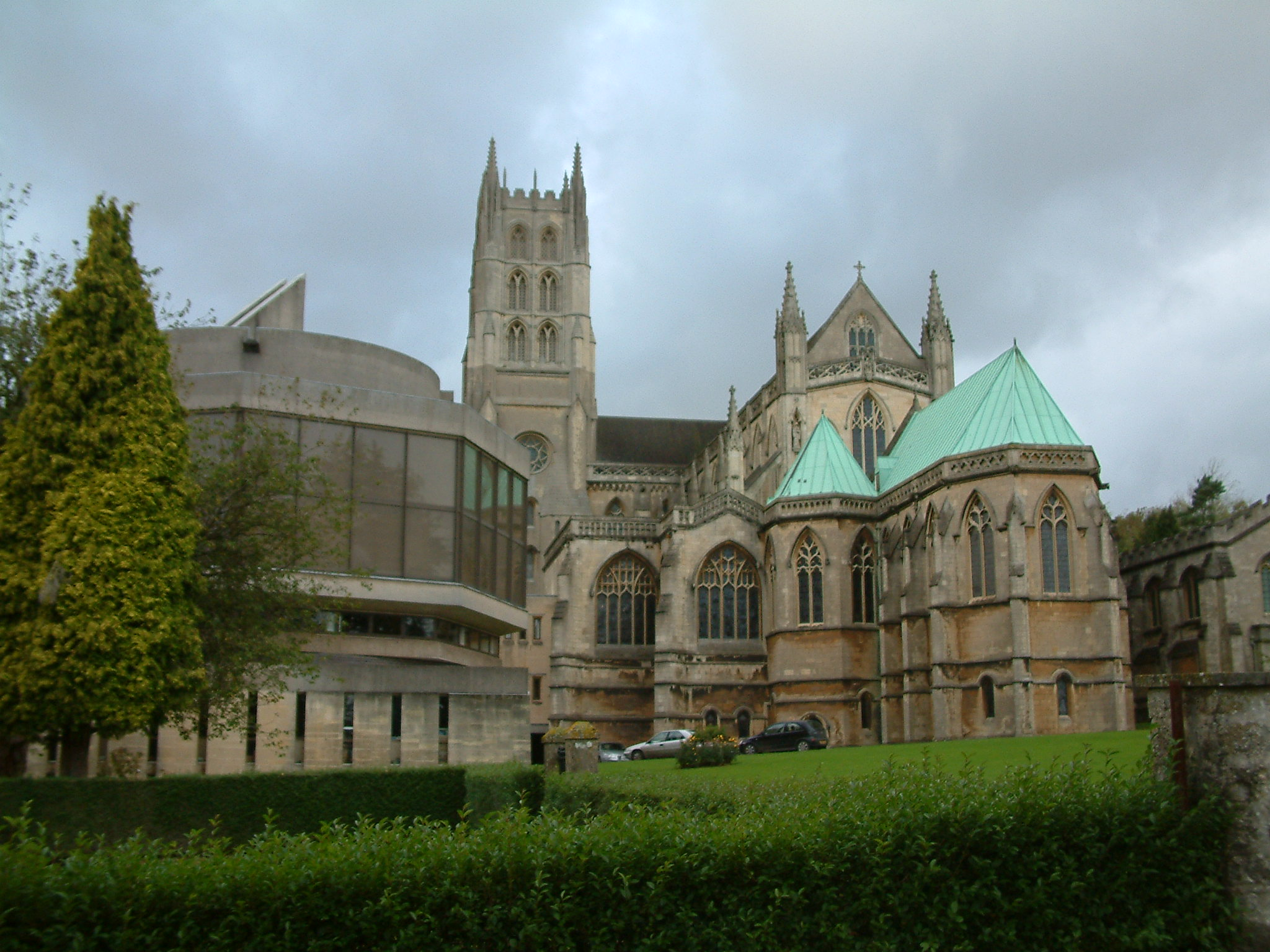
Die zu Beginn des 20. Jahrhunderts fertiggestellte Kirche der Abtei Downside zusammen mit der erst 1969 eröffneten Bibliothek.

Nach dem Ende seiner Schulzeit trat Michael Clive am 4. Oktober 1914 in das Noviziat der Abtei Downside ein und nahm den Namen David an. Hier kam er bereits früh in den Kontakt mit Mediävisten. Neben Abt Cuthbert Butler, der über die historische Tradition benediktinischen Mönchtums ein Buch veröffentlichte und eine kritische Ausgabe der Historia Lausiaca von Palladios herausgab, kam er in der Abtei auch mit Edmund Bishop in Berührung, der mit seiner peinlich genauen Arbeitsweise und meisterhaften Beherrschung der englischen Sprache ebenfalls nachhaltigen Einfluss auf Knowles ausüben sollte. Nach seiner ewigen Profess am 18. Oktober 1918 kam er 1919 zum Christ’s College an der Universität Cambridge, wo er für drei Jahre studierte. In dieser Zeit vertiefte er auch seine Kenntnisse der klassischen Literatur und der griechischen Philosophie, die später in seine Arbeit über die Philosophie im Mittelalter einfließen sollten. Besonderes Interesse fand Der Peloponnesische Krieg von Thukydides, allerdings zunächst weniger aus historischer denn aus literarischer Sicht.
Am 9. Juli 1922 empfing er die Priesterweihe. Sein Studium der Theologie schloss er im Laufe eines knappen Jahres von Oktober 1922 bis in den Sommer 1923 am Päpstlichen Athenaeum Sant’Anselmo in Rom ab. Danach kehrte er nach Downside zurück und begann seine Lehrtätigkeit als Lehrer an der zugehörigen Schule. 1928 wurde er kommissarischer Novizenmeister und von 1929 bis 1933 war er Meister der Junioren.
Knowles selbst und die jungen Mitbrüder, die er anleitete und begleitete, waren um eines kontemplativen Lebens willen in die Abtei eingetreten. Ihr Anliegen vertrug sich oft schlecht mit den Erfordernissen der Schule und den vielen Aktivitäten des Klosters. Da eine Einstellung des Schulbetriebs nicht in Frage kam, wurde die Idee geboren, ein neues Priorat auszugründen, das die Traditionen von Downside fortführt, sich aber auf das kontemplative Leben beschränkt. Es gab u. a. den Vorschlag, die Bauten der ehemaligen Milton Abbey in Dorset zu erwerben, die aus einem Herrenhaus des 18. Jahrhunderts bestanden, in die der Chor und die Vierung der mittelalterlichen Bausubstanz integriert waren. Dies scheiterte jedoch an dem fehlenden Einverständnis der anglikanischen Kirche, die nicht auf das Nutzungsrecht verzichten wollte.
Danach ergab sich die Gelegenheit, das Gut Paddockhurst bei Worth in Sussex zu erwerben. Dies stieß jedoch nicht auf die Zustimmung von Knowles, da damit die Einrichtung einer weiteren Schule geplant war und sich damit endgültig die Balance zugunsten der schulischen Aktivitäten zu verschieben drohte. Gleichzeitig, so fürchtete Knowles, würde es auch durch den massiven Aderlass an jungen Mönchen zugunsten des neuen Standorts das Mutterkloster zu sehr schwächen. Damit kam es zum offenen Konflikt zwischen Knowles und seinem Abt, der in der Opposition nur einen Mangel an Demut und Gehorsam sah. Knowles ging noch weiter und reichte im Juni 1933 einen weiteren Vorschlag ein, eine dem kontemplativen Leben gewidmete Gründung, der jedoch vom Abt abgelehnt wurde. Um weitere Konflikte in seiner Gemeinschaft zu vermeiden, wurde Knowles zum Priorat Ealing in London versetzt, dem 1897 gegründeten Tochterhaus von Downside. Dies war ein bedeutsamer Schritt für Knowles, da, wie er später sagte, er selbst Downside nie verlassen hätte, wenn er hätte dort bleiben können.
Im April 1934 verstarb Abt Chapman und Bruno Hicks wurde sein Nachfolger. Hicks fällte keine Entscheidung für oder gegen eine Neugründung im Sinne von Knowles, so dass Knowles sich um eine Genehmigung direkt bei Papst Pius XI. bemühte. Dies wurde im Juli 1934 abgelehnt.
In Ealing lernte Knowles die Schwedin Elizabeth Kornerup kennen, die damals Medizin studierte und als Konvertitin einen geistlichen Betreuer benötigte. Auf Wunsch des Priors von Ealing übernahm dies Knowles. Der Kontakt wurde auch später aufrechterhalten, als Knowles mit seinen intensiven Arbeiten an seinem ersten großen Werk The Monastic Order of England begann und seine Aufenthalte in der London Library mit Besuchen bei ihr verband. Im Dezember 1938 lud der nachfolgende Abt Knowles ein, wieder nach Downside zu kommen. Darauf ging Knowles jedoch nicht ein. Stattdessen verließ er im September 1939 ohne Erlaubnis das Priorat Ealing und zog in eine Wohnung, die Kornerup oberhalb ihrer eigenen angemietet hatte. Entsprechend dem kanonischen Recht verlor er damit das Recht, die Messe zu lesen und es drohte eine Exkommunikation. Es griff aber nicht die volle Härte des kanonischen Rechts, da er offenbar einen Nervenzusammenbruch erlitten hatte und Kornerup ihn behandelte. 1952 erfolgte nach vergeblichen Versuchen, ihn zu einer Rückkehr zu überreden, auf Initiative des Abtes Christopher Butler die Exklaustration, die ihn von der Gemeinschaft in Downside bzw. Ealing endgültig ausschloss, ihm aber wieder das Recht gab, die Messe zu lesen. Er blieb danach zwar weiterhin formal ein Benediktinermönch, der jedoch direkt dem Heiligen Stuhl unterstellt war.

### Zeit in Cambridge
1940 wurde The Monastic Order veröffentlicht und stieß sofort auf große Resonanz. Die Universität Cambridge verlieh ihm im November 1941 daraufhin den Grad eines Doctor of Letters. Knowles lernte bei dieser Gelegenheit Zachary Nugent Brooke, den damaligen Leiter des History Faculty Board in Cambridge, kennen und es wurde u. a. die Zusammenarbeit an einem Projekt über Kleriker des 12. Jahrhunderts verabredet. Daraus entstand später das dreibändige Handbuch The Heads of Religious Houses: England & Wales.
Auf Initiative von Herbert Butterfield hin wurde Knowles 1944 Fellow des Peterhouse. 1946 erhielt er die Position eines Lecturers an der Universität Cambridge und kurze Zeit später, nach dem Tode von Zachary Nugent Brooke im Oktober 1946, wurde Knowles sein Nachfolger als Professor für Geschichte des Mittelalters. 1947 wurde er zum Mitglied der British Academy gewählt. 1954 erhielt er den Regius Professor of Modern History, den er bis zu seinem Ruhestand im Jahr 1963 behielt. Von 1956 bis 1960 war er zudem Präsident der Royal Historical Society. 1973 wurde er assoziiertes Mitglied der Académie royale des Sciences, des Lettres et des Beaux-Arts de Belgique.

### Ruhestand
Seinen Ruhestand verbrachte Knowles in einem kleinen Cottage in Linch bei Midhurst in der Grafschaft West Sussex und einem Haus in Wimbledon. Auch während seines Ruhestands publizierte Knowles weiter, wobei er das Haus in Wimbledon zu den Besuchen der Londoner Bibliotheken nutzte und im Übrigen in seinem Cottage arbeitete.
Seinen Freunden gegenüber und in einigen seiner Briefe nahm Knowles Stellung zu aktuellen kirchenpolitischen Fragen. So war er mit der völligen Abschaffung der in Latein gehaltenen Messe durch das Zweite Vatikanische Konzil nicht glücklich und sah darin nur eine Suche nach Änderungen um des Änderns willen. Er begrüßte hingegen die Enzyklika Humanae Vitae von Paul VI. als Zeichen, dass Rom „noch sprechen könne“.

## Werke (Auswahl)
Eine vollständige Bibliographie der Werke von David Knowles findet sich auf den Seiten 159–165 des Buches von Christopher Brooke. Zu seinen wichtigsten Veröffentlichungen gehören:
- The Benedictines, London 1929, 2. überarbeitete Auflage 1962.
- The Monastic Order in England: A History of its Development from the Times of St. Dunstan to the Fourth Lateran Council, 940-1216. Cambridge 1940, zweite Auflage 1963 mit einigen zusätzlichen Seiten.
- The Religious Houses of Medieval England. Erschien in London 1940. Dieses Werk wurde später in Zusammenarbeit mit R. N. Hadcock auf Wales ausgeweitet und überarbeitet (siehe weiter unten).
- The Religious Orders in England. Drei Bände, die 1948 bis 1959 in Cambridge erschienen sind.
- Zusammen mit R. N. Hadcock: Medieval Religious Houses, England and Wales. Longman, London 1953 und 1971, ISBN 0-582-11230-3.
- The Evolution of Medieval Thought. Longman, London 1962. Eine zweite Auflage mit Anmerkungen zum aktuellen Stand der Forschung wurde 1988 von David Luscombe und Christopher Brooke herausgegeben, ISBN 0-582-49426-5.
- What is Mysticism?. London 1966, nachgedruckt 1979 und 1988, ISBN 0-7220-7919-2.
- The Heads of Religious Houses: England & Wales Band 1: 940–1216. Cambridge University Press 1972, ISBN 0-521-08367-2.
- Bare Ruined Choirs. Cambridge University Press, 1976, ISBN 0-521-20712-6.